# Espinasse-Vozelle
Pour les articles homonymes, voir Espinasse.
Espinasse-Vozelle est une commune française située dans le département de l'Allier, en région Auvergne-Rhône-Alpes. Elle fait partie de l'aire d'attraction de Vichy.

## Géographie

### Localisation
Espinasse-Vozelle est située au sud-est du département de l'Allier, à l'ouest de Vichy, en Limagne bourbonnaise, à proximité des axes routier et autoroutier Gannat – Vichy.
Principaux lieux-dits : le Bois de l'Eau, le Breuil, Chabonne, le Pouzatais, le Puy des Veaux.
Sept communes sont limitrophes d'Espinasse-Vozelle :
| Saint-Pont    | Vendat            | Charmeil             |
| Escurolles    | Espinasse-Vozelle | Bellerive-sur-Allier |
| Cognat-Lyonne |                   | Serbannes            |

### Géologie et relief
La commune s'étend sur 1 787 hectares ; son altitude varie entre 280 et 362 mètres.

### Hydrographie
Le Béron, affluent de rive gauche de l'Allier, prend sa source près de la route départementale 984 entre Biozat et Brugheas et se jette près des pistes de l'aéroport à Charmeil. Elle comprend trois affluents :
- la Goutte de la Forêt (1,5 km), prenant sa source près du village de Cognat-Lyonne et se jetant dans le Béron à l'ouest de la commune[6] ;
- le ruisseau dit du Révillon (2,9 km) coulant intégralement sur le territoire communal et longeant les routes d'Espinasse à Cognat et à Vendat[7] ;
- la Goutte de la Fontaine (6,4 km), prenant sa source dans la commune et se jetant dans le Béron à l'est de Charmeil[8] ; elle comprend un sous-affluent, la Goutte Jeanton (3,9 km)[9].

Le Châlon coule à l'ouest de la commune, affluent de rive droite de l'Andelot. Ce ruisseau prend sa source près du carrefour entre les départementales 984 et 36 à Biozat et se jette dans l'Andelot près de Saint-Pont.

### Climat
Pour des articles plus généraux, voir Climat d'Auvergne-Rhône-Alpes et Climat de l'Allier.
En 2010, le climat de la commune est de type climat océanique dégradé des plaines du Centre et du Nord, selon une étude du CNRS s'appuyant sur une série de données couvrant la période 1971-2000. En 2020, Météo-France publie une typologie des climats de la France métropolitaine dans laquelle la commune est exposée à un climat de montagne ou de marges de montagne et est dans la région climatique Nord-est du Massif Central, caractérisée par une pluviométrie annuelle de 800 à 1 200 mm, bien répartie dans l’année.
Pour la période 1971-2000, la température annuelle moyenne est de 11,1 °C, avec une amplitude thermique annuelle de 16,4 °C. Le cumul annuel moyen de précipitations est de 738 mm, avec 9,6 jours de précipitations en janvier et 7,2 jours en juillet. Pour la période 1991-2020, la température moyenne annuelle observée sur la station météorologique de Météo-France la plus proche, « Vichy-Charmeil », sur la commune de Charmeil à 7 km à vol d'oiseau, est de 11,7 °C et le cumul annuel moyen de précipitations est de 769,1 mm,. Pour l'avenir, les paramètres climatiques de la commune estimés pour 2050 selon différents scénarios d'émission de gaz à effet de serre sont consultables sur un site dédié publié par Météo-France en novembre 2022.

## Urbanisme

### Typologie
Au 1er janvier 2024, Espinasse-Vozelle est catégorisée commune rurale à habitat dispersé, selon la nouvelle grille communale de densité à 7 niveaux définie par l'Insee en 2022.
Elle est située hors unité urbaine. Par ailleurs la commune fait partie de l'aire d'attraction de Vichy, dont elle est une commune de la couronne,. Cette aire, qui regroupe 50 communes, est catégorisée dans les aires de 50 000 à moins de 200 000 habitants,.

### Occupation des sols

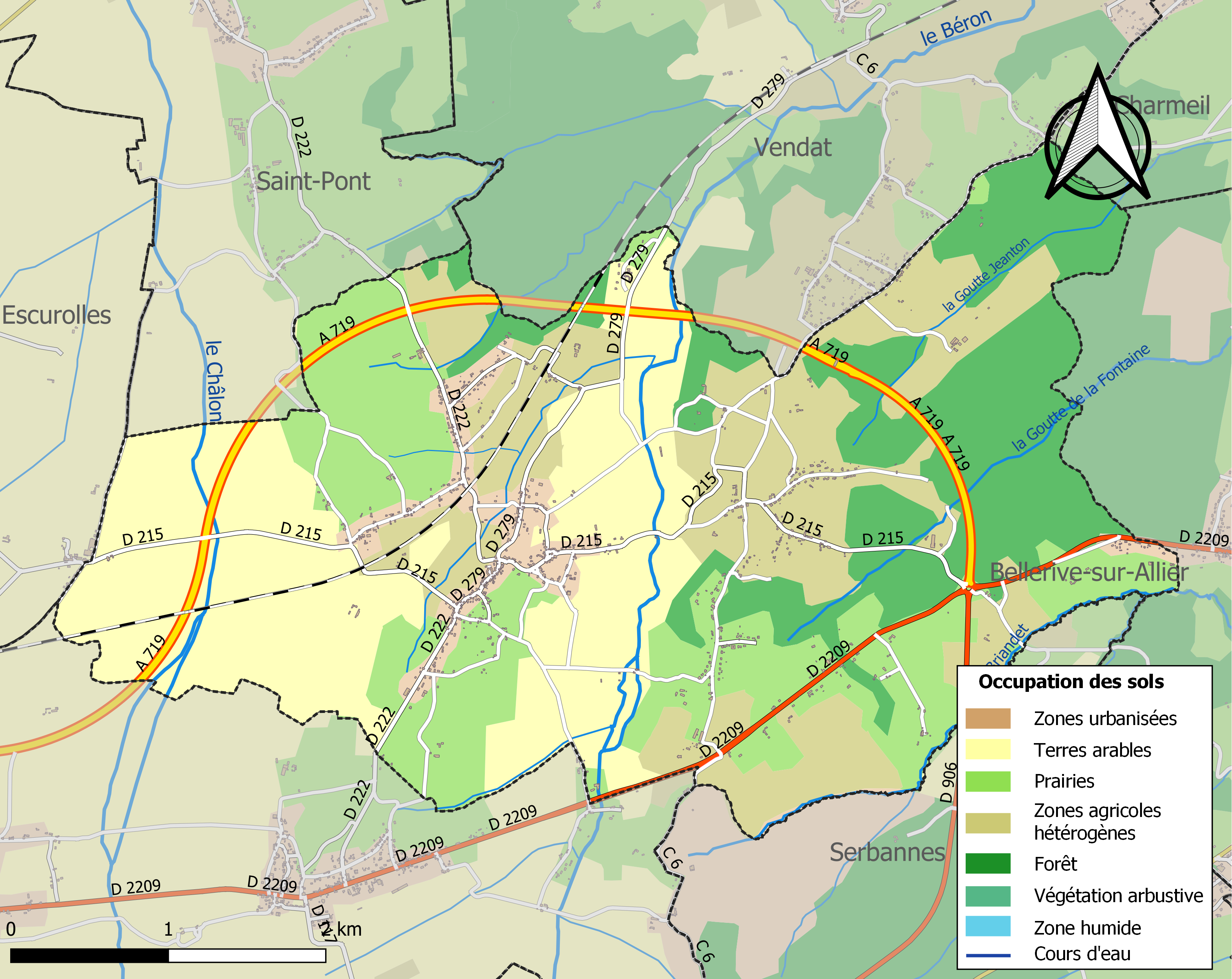
Carte des infrastructures et de l'occupation des sols de la commune en 2018 (CLC).

L'occupation des sols de la commune, telle qu'elle ressort de la base de données européenne d’occupation biophysique des sols Corine Land Cover (CLC), est marquée par l'importance des territoires agricoles (75,4 % en 2018), une proportion sensiblement équivalente à celle de 1990 (76,1 %). La répartition détaillée en 2018 est la suivante : terres arables (29,6 %), zones agricoles hétérogènes (23,6 %), prairies (22,2 %), forêts (19,9 %), zones urbanisées (4,4 %), espaces verts artificialisés, non agricoles (0,2 %).
L'IGN met par ailleurs à disposition un outil en ligne permettant de comparer l’évolution dans le temps de l’occupation des sols de la commune (ou de territoires à des échelles différentes). Plusieurs époques sont accessibles sous forme de cartes ou photos aériennes : la carte de Cassini (XVIIIe siècle), la carte d'état-major (1820-1866) et la période actuelle (1950 à aujourd'hui).

### Logement
En 2013, la commune comptait 422 logements, contre 374 en 2008. Parmi ces logements, 91,2 % étaient des résidences principales, 2,9 % des résidences secondaires et 6 % des logements vacants. Ces logements étaient pour 99,8 % d'entre eux des maisons individuelles.
La proportion des résidences principales, propriétés de leurs occupants était de 91 %, en hausse sensible par rapport à 2008 (89,8 %). La part de logements HLM loués vides était de 2,3 % (contre 2,8 %).

### Voies de communication et transports

#### Voies routières

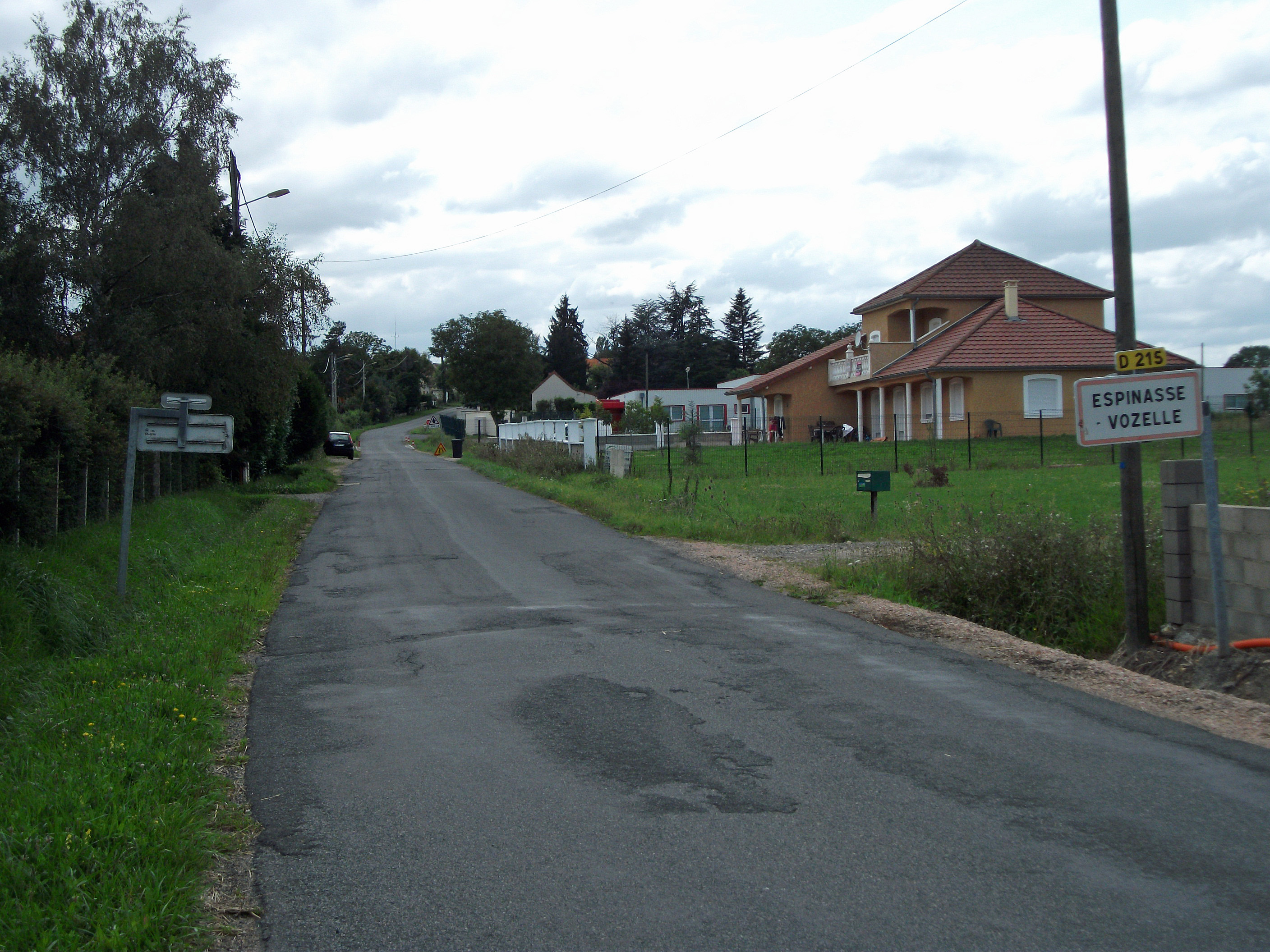
Entrée par la D 215 en provenance de Vichy.

La principale route de desserte de l'agglomération vichyssoise, la route départementale 2209 (ancienne route nationale 209), passe au sud de la commune ; elle dessert les lieux-dits du Bois de l'Eau et du Pouzatais. En 2013, l'arrivée de l'autoroute A719, destinée à améliorer la desserte de l'agglomération, a nécessité la construction d'un carrefour giratoire au carrefour des départementales 2209 et 215 ainsi que le ripage de deux ponts-rails de la ligne de Saint-Germain-des-Fossés à Nîmes-Courbessac ; les véhicules peuvent circuler sur l'autoroute à péage depuis le 12 janvier 2015. En outre, ce giratoire constitue le point de départ du contournement sud-ouest (route départementale numérotée D 906), inauguré le 28 janvier 2016, et ouvert depuis le 2 février.
Trois routes départementales se croisent près de la mairie :
- la D 215, commençant à Escurolles et se terminant au droit du carrefour giratoire avec la RD 2209 et la fin de l'autoroute A719, en desservant les deux villages d'Espinasse et de Vozelle ;
- la D 222, reliant Saint-Pont au nord à Cognat-Lyonne au sud ;
- la D 279, depuis Vendat.

#### Transports ferroviaires

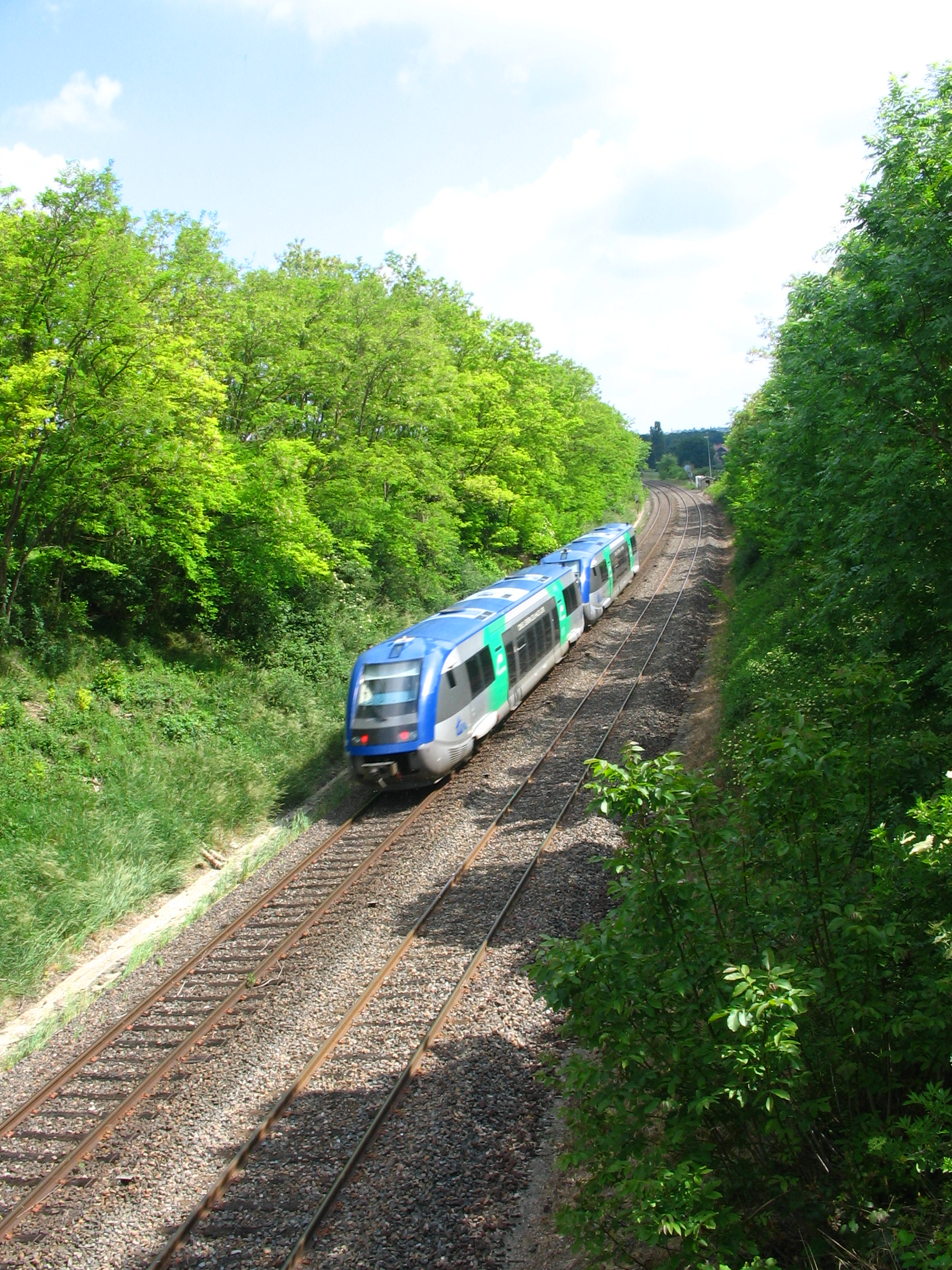
Un TER sur la ligne de Saint-Germain-des-Fossés à Nîmes-Courbessac.

La ligne de Saint-Germain-des-Fossés à Nîmes-Courbessac passe sur le territoire communal. Les arrêts les plus proches sont à Vichy et à Saint-Germain-des-Fossés pour la desserte TER.

#### Transports en commun

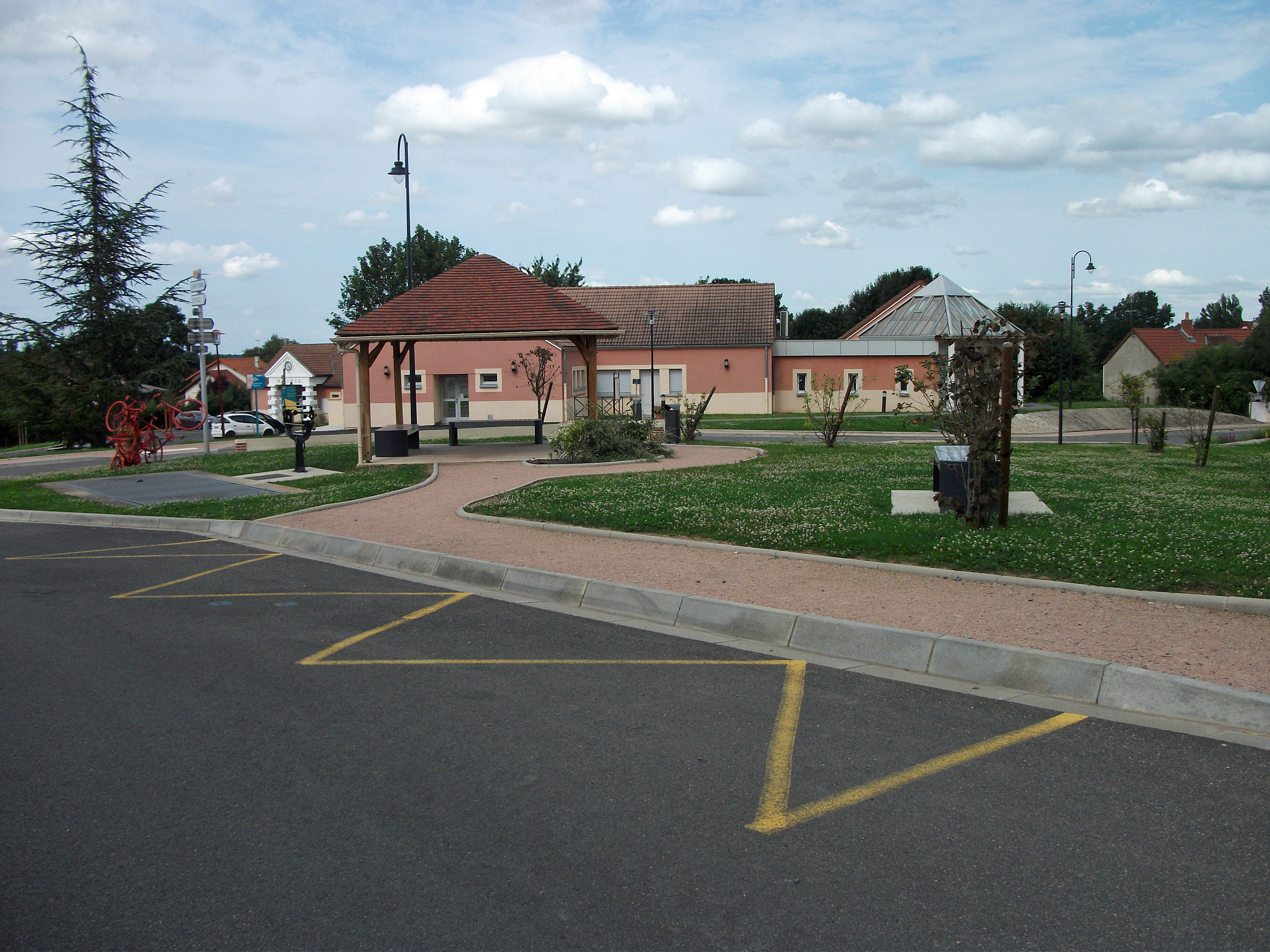
Arrêt de bus.

Elle est également desservie par la ligne E du réseau Trans'Allier, reliant Vichy à Gannat et Bellenaves (points d'arrêt : Le Pouzatais et Le Bois de l'Eau). À certaines heures, et en période scolaire, certains autocars assurent des correspondances avec un train pour Paris en gare de Vichy ou pour Clermont-Ferrand à Gannat.

### Risques naturels et technologiques
La commune est soumise à trois risques : mouvement de terrain, séisme (zone de sismicité modérée) et transport de matières dangereuses.
Un plan de prévention des risques naturels concernant les tassements différentiels a été prescrit par arrêté le 11 juillet 2006 et approuvé le 22 août 2008.
Le DICRIM n'existe pas encore.

## Toponymie
« Espinasse » vient du latin spina, signifiant « épine, buisson épineux, aubépine » ; voz, accompagné du suffixe -elle, contenu dans Vozelle, signifie « petites vallées ».

## Histoire
Pendant la période gallo-romaine, ce territoire est assez densément peuplé.
Plus tard, le haut Moyen Âge y connaît une baisse d'activité et de population. Les terres autrefois cultivées par les Romains retournent en friche.
Une reprise a lieu au XIe siècle avec la création d'une paroisse qui passe progressivement sous l'influence de l'abbaye de Cusset et du seigneur d'Espinasse à partir du XIIe siècle.
La poursuite du développement démographique entraîne la création, au XIIIe siècle, de la nouvelle paroisse de Vozelle, sous la protection de l'abbaye de Vézelay.
Jehan de Chouvigny, seigneur de Nades et le seigneur de Reygnat sont les possesseurs de ce domaine au XIVe siècle.
Espinasse, qui est le siège de l'archiprêtre de Limagne au début du XVIe siècle, passe sous la domination de la famille de La Fayette. Des combats liés aux guerres de Religion sont menés dans le secteur.
La commune de Vozelle est rattachée à Espinasse par ordre royal du 20 mai 1829[réf. souhaitée]. Un odonyme local (« Rue du 20-Mai-1829 ») rappelle cet événement.
La commune, autrefois agricole, devient une zone résidentielle de la banlieue vichyssoise.
Le 13 juillet 2024, un drame survient lors d'une fête familiale. Alors que se tenait un anniversaire, un voisin a ouvert le feu sur les participants avant, a priori, de retourner l'arme contre lui. Le jeune homme dont l'anniversaire était fêté, ainsi que son père et un invité, sont morts.

## Politique et administration

### Découpage territorial
La commune d'Espinasse-Vozelle est membre de la communauté d'agglomération Vichy Communauté, un établissement public de coopération intercommunale (EPCI) à fiscalité propre créé le 1er janvier 2017 dont le siège est à Vichy. Ce dernier est par ailleurs membre d'autres groupements intercommunaux.
Sur le plan administratif, elle dépendait d'abord du district de Gannat en 1793 puis de l'arrondissement de Gannat en 1801, puis de Lapalisse en 1926 et enfin de Vichy depuis 1941, à la circonscription administrative de l'État de l'Allier et à la région Auvergne-Rhône-Alpes. Avant le rédécoupage des cantons de 2015, la commune dépendait du canton d'Escurolles depuis 1793.
Sur le plan électoral, elle dépend du canton de Bellerive-sur-Allier pour l'élection des conseillers départementaux, depuis le redécoupage cantonal de 2014 entré en vigueur en 2015, et de la troisième circonscription de l'Allier pour les élections législatives, depuis le dernier découpage électoral de 2010.

### Élections municipales et communautaires

#### Élections de 2020
Le conseil municipal d'Espinasse-Vozelle, commune de moins de 1 000 habitants, est élu au scrutin majoritaire plurinominal à deux tours avec candidatures isolées ou groupées et possibilité de panachage. Compte tenu de la population communale, le nombre de sièges à pourvoir lors des élections municipales de 2020 est de 15. Sur les vingt-sept candidats en lice, quinze sont élus dès le premier tour, correspondant à la totalité des sièges à pourvoir, le 15 mars 2020, avec un taux de participation de 56,18 %.

#### Chronologie des maires
| Période                                  | Période                     | Identité                  | Étiquette | Qualité |
| ---------------------------------------- | --------------------------- | ------------------------- | --------- | --- |
| Les données manquantes sont à compléter. |                             |                           |           | |
| 26 juin 1801                             | 9 juin 1804                 | Pierre Girard             |           | |
| 27 novembre 1833                         |                             | André Chambon             |           | |
| 26 décembre 1840                         |                             | Annet Charles Aufauvre    |           | |
| 18 juin 1861                             | 16 mars 1870                | Charles Aufauvre          |           | |
| 14 septembre 1882                        |                             | François Desgouttes       |           | |
| 25 mai 1924                              |                             | Jean-Baptiste Beauparlant |           | |
| 1989                                     | mars 2008                   | Mme Jeanine Kuras         |           | |
| mars 2008                                | mai 2020                    | Mme Isabelle Delunel      | DVG       | Professeure Vice-présidente de la communauté d'agglomération chargée de la cohésion sociale et de l'insertion |
| mai 2020                                 | En cours (au 29 avril 2021) | Michel Marien             |           | Principal de collège - Retraité Suppléant du député Gérard Charasse Conseiller municipal de Vichy (2008-2014) puis de décembre 2019 à mai 2020 8e vice-président de la communauté d'agglomération Vichy Communauté chargé de la cohésion sociale et de la politique de la ville (depuis 2020) |

### Autres élections
Aux élections départementales de 2015, le binôme Isabelle Goninet - Jean-Jacques Rozier, élu dans le canton de Bellerive-sur-Allier, a recueilli 67,17 % des suffrages exprimés dans la commune. Le taux de participation est de 57,04 %, supérieur à celui du canton (54,60 %).
Aux élections municipales de 2014, tenues au scrutin majoritaire, 66,07 % des électeurs ont voté.

## Équipements et services publics

### Enseignement
Espinasse-Vozelle dépend de l'académie de Clermont-Ferrand et gère l'école maternelle et élémentaire publique Théo-Curin (nom choisi par les élèves de l'école en 2023), rénovée en 2023. Elle comptait 94 élèves (de la petite section au CM2) pour l'année scolaire 2023-2024.
Elle faisait partie, de 1995 à 2015, d'un regroupement pédagogique intercommunal (RPI) avec Escurolles, Le Mayet-d'École, Monteignet-sur-l'Andelot, Saint-Pont et Saulzet. Espinasse-Vozelle a quitté ce RPI à la suite de l'ouverture d'une quatrième classe en 2015 et de la volonté de se rapprocher des services de la communauté d'agglomération.
Hors dérogations à la carte scolaire, les collégiens sont scolarisés à Bellerive-sur-Allier et les lycéens à Cusset, au lycée Albert-Londres.

### Instances judiciaires
Espinasse-Vozelle dépend de la cour administrative d'appel de Lyon, de la cour d'appel de Riom, du tribunal administratif de Clermont-Ferrand, du tribunal de proximité de Vichy et des tribunaux judiciaire et de commerce de Cusset.

## Population et société

### Démographie

#### Évolution démographique
L'évolution du nombre d'habitants est connue à travers les recensements de la population effectués dans la commune depuis 1793. Pour les communes de moins de 10 000 habitants, une enquête de recensement portant sur toute la population est réalisée tous les cinq ans, les populations de référence des années intermédiaires étant quant à elles estimées par interpolation ou extrapolation. Pour la commune, le premier recensement exhaustif entrant dans le cadre du nouveau dispositif a été réalisé en 2004.

En 2022, la commune comptait 973 habitants, en évolution de −2,99 % par rapport à 2016 (Allier : −1,38 %, France hors Mayotte : +2,11 %).
| 1793 | 1800 | 1806 | 1821 | 1831 | 1836 | 1841 | 1846 | 1851 |
| ---- | ---- | ---- | ---- | ---- | ---- | ---- | ---- | ---- |
| 448  | 502  | 566  | 580  | 823  | 828  | 803  | 802  | 744  |

| 1856 | 1861 | 1866 | 1872 | 1876 | 1881 | 1886 | 1891 | 1896 |
| ---- | ---- | ---- | ---- | ---- | ---- | ---- | ---- | ---- |
| 793  | 751  | 728  | 747  | 670  | 644  | 682  | 685  | 680  |

| 1901 | 1906 | 1911 | 1921 | 1926 | 1931 | 1936 | 1946 | 1954 |
| ---- | ---- | ---- | ---- | ---- | ---- | ---- | ---- | ---- |
| 700  | 678  | 665  | 572  | 547  | 511  | 535  | 489  | 487  |

| 1962 | 1968 | 1975 | 1982 | 1990 | 1999 | 2004 | 2006 | 2009 |
| ---- | ---- | ---- | ---- | ---- | ---- | ---- | ---- | ---- |
| 499  | 485  | 500  | 559  | 736  | 739  | 804  | 792  | 879  |

| 2014 | 2019 | 2022 | - | - | - | - | - | - |
| ---- | ---- | ---- | - | - | - | - | - | - |
| 960  | 968  | 973  | - | - | - | - | - | - |

#### Pyramide des âges
En 2021, le taux de personnes d'un âge inférieur à 30 ans s'élève à 26,9 %, soit en dessous de la moyenne départementale (29,0 %). De même, le taux de personnes d'âge supérieur à 60 ans est de 30,2 % la même année, alors qu'il est de 35,6 % au niveau départemental.
En 2021, la commune comptait 488 hommes pour 486 femmes, soit un taux de 50,10 % d'hommes, légèrement supérieur au taux départemental (47,97 %).
Les pyramides des âges de la commune et du département s'établissent comme suit :
| Hommes | Classe d’âge | Femmes |
| ------ | ------------ | ------ |
| 0,4    | 90 ou +      | 0,4    |
| 6,3    | 75-89 ans    | 8,4    |
| 21,4   | 60-74 ans    | 23,4   |
| 22,0   | 45-59 ans    | 23,0   |
| 20,6   | 30-44 ans    | 20,1   |
| 9,9    | 15-29 ans    | 10,4   |
| 19,3   | 0-14 ans     | 14,2   |

| Hommes | Classe d’âge | Femmes |
| ------ | ------------ | ------ |
| 1,2    | 90 ou +      | 3      |
| 10     | 75-89 ans    | 13,4   |
| 21,3   | 60-74 ans    | 22     |
| 20,6   | 45-59 ans    | 19,6   |
| 15,7   | 30-44 ans    | 15     |
| 15,6   | 15-29 ans    | 12,9   |
| 15,7   | 0-14 ans     | 14     |

## Économie

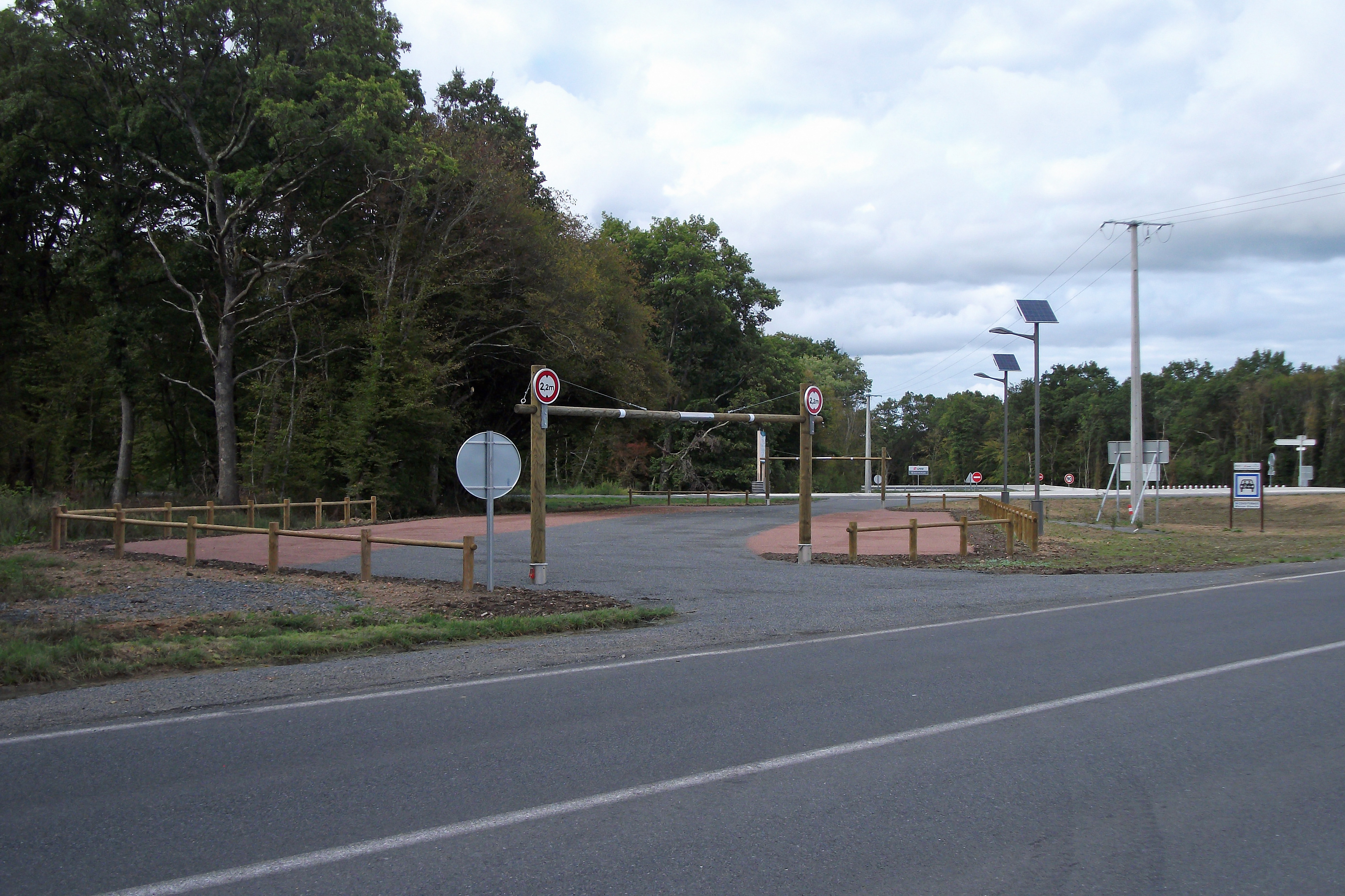
Parking de covoiturage Maison Blanche, près du carrefour giratoire avec l'autoroute.

Espinasse-Vozelle, désormais située au carrefour de l'autoroute A719, du contournement sud-ouest et de la route départementale 2209, possède une aire de covoiturage. Ce parking de trente-quatre places, réalisé avec le conseil départemental et la communauté d'agglomération de Vichy Val d'Allier, en partenariat avec la société d'autoroutes Paris-Rhin-Rhône jusqu'alors propriétaire du terrain, et inauguré le 18 septembre 2015, est la 33e du département.

### Emploi
En 2013, la population âgée de quinze à soixante-quatre ans s'élevait à 601 personnes, parmi lesquelles on comptait 78,5 % d'actifs dont 71,8 % ayant un emploi et 6,7 % de chômeurs.
On comptait 294 emplois dans la zone d'emploi. Le nombre d'actifs ayant un emploi résidant dans la zone étant de 440, l'indicateur de concentration d'emploi est de 66,6 %, ce qui signifie que la commune offre moins d'un emploi par habitant actif.
374 des 439 personnes âgées de quinze ans ou plus (soit 84,3 %) sont des salariés. 12,6 % des actifs travaillent dans la commune de résidence.

### Entreprises
Au 1er janvier 2014, Espinasse-Vozelle comptait 38 entreprises : deux dans l'industrie, douze dans la construction, vingt-deux dans le commerce, les transports et les services divers et deux dans le secteur administratif.
En outre, elle comptait 43 établissements.
La SOFAMA (Société de fabrication de maroquinerie), PME de 450 salariés sur ses sites d'Espinasse-Vozelle, d'Yssingeaux et de Feurs, a son siège dans la commune (au lieu-dit Les Creux), où elle a été créée en 1989. D'abord spécialisée dans la production de composants pour la maroquinerie de luxe, principalement comme sous-traitant des Ateliers Louis Vuitton de Saint-Pourçain-sur-Sioule, elle a évolué vers la fabrication de produits finis. Un second atelier de production de 1 000 m2 a ouvert à Espinasse-Vozelle en 2012 pour répondre à un marché avec Chanel portant sur la fabrication de sacs à main.

### Commerce
La base permanente des équipements de 2015 recensait une supérette.

### Tourisme
Au 1er janvier 2016, la commune ne comptait ni hôtel, ni camping, ni aucun autre hébergement collectif.

## Culture locale et patrimoine

### Lieux et monuments
Espinasse-Vozelle compte un édifice inscrit à l'inventaire des monuments historiques et 21 lieux et monuments répertoriés à l'inventaire général du patrimoine culturel. Par ailleurs, elle compte 17 objets répertoriés dans l'inventaire général du patrimoine culturel.
- Église paroissiale Saint-Clément, XIe et XIXe siècles[62].
- Château d'Espinasse, XIVe ou XVe siècle[63].
- Croix de cimetière, 1617[64].
- Croix de chemin dite des Maurières, 1648[65].
- Croix monumentales, XVIIe et XIXe siècles[66].
- Presbytères, place de l'Église, XVIIIe siècle[67] et 2e quart du XIXe siècle[68].
- Maison de maître dite de la Fontanille, XIXe siècle[69].
- Maison de maître dite Aufauvre Rémond, 1er quart et 2e moitié du XIXe siècle[70].
- Croix de chemin, XIXe siècle[71].
- Mairie, 2e moitié du XIXe siècle[72].
- Château de Puy-Vozelle, 2e moitié du XIXe siècle, inscrit Monument historique le 26 novembre 1990[73].
- Monument aux morts, place de l'Église, 1er quart du XXe siècle[74].

### Personnalités liées à la commune
- Théo Curin (né en 2000), nageur handisport, membre du pôle France handisport de natation au CREPS de Vichy[75], porteur de la flamme olympique le 21 juin 2024 à Vichy[76]. L'école primaire, rénovée en 2023, porte son nom[46],[33].